# Административна подјела Словачке
Административне подјеле Словачке:
- Окрузи Словачке
- Крајеви Словачке
- Општине Словачке
- НСТЈ статистичке регије Словачке
- ISO 3166-2:SK